# Orde van Verdienste van de deelstaat Berlijn
De Orde van Verdienste van de deelstaat Berlijn, in het Duits: "Verdienstorden des Landes Berlin" geheten is de hoogste orde van verdienste van Berlijn, tegenwoordig niet alleen een ongedeelde stad maar ook een deelstaat van de Bondsrepubliek Duitsland.
De orde werd op 21 juli 1987 door de senaat van destijds West-Berlijn ingesteld ter gelegenheid van het 750-jarig bestaan van de stad Berlijn. Na de ineenstorting van de "DDR" en de vereniging van de gedeelde stad bleef de orde bestaan. Sinds 1987 worden de ordes jaarlijks op 1 oktober toegekend door de Regierende Bürgermeister van Berlijn.
De burgemeester van Berlijn, de ministers voor zover het hun ambtsgebied betreft en de voorzitter van het stadsparlement, het Abgeordnetenhaus mogen voordrachten doen. De burgemeester besluit over de benoemingen. Hij kan de dragers de orde ook weer afnemen wanneer blijkt dat zij dit ereteken niet waardig zijn of achteraf niet waardig waren geweest.
De orde kent geen ridders of commandeurs maar zij die het kruis bezitten zijn "drager" van dat kruis. Het kruis wordt door heren aan een lint "en sautoir" gedragen al een commandeurskruis. Dames laten het lint opmaken tot een strik en dragen het kruis op de schouder.
Er mogen op een bepaald moment niet meer dan 400 dragers in leven zijn. De orde werd 320 maal toegekend.
Voor dagelijks gebruik is er een knoopsgatversiering in de vorm van een strikje met een miniatuur van het kruis.

## Het versiersel
Het lint kreeg de kleuren van de stad Berlijn, wit met een rode bies. Op het wit geëmailleerde kruis van Malta met de vier roodgerande armen is een medaillon gelegd met gouden rand en stedenkroon. Daarin is de zwarte beer, heraldisch symbool van Berlijn, afgebeeld.